# پیسی

پیسی

پیسی، بَرَص، لک‌وپیس یا ویتیلایگو (به انگلیسی: Vitiligo) یک ناهنجاری تولید رنگدانه است که در آن ملانوسیت‌ ها (سلول‌هایی که رنگدانه تولید می‌کنند) در قسمت‌هایی از پوست، غشاهای مخاطی و شبکیه تخریب شده‌اند. در نتیجه لکه‌های سفیدپوست در نواحی مختلف بدن ظاهر می‌شوند. مویی که در نواحی مبتلا به پیسی رشد می‌کند معمولاً سفید می‌شود.
پزشکان چندین نظریه متفاوت مطرح کرده‌اند. یک تئوری این است که افراد پادتنهایی (آنتی‌بادی‌هایی) تولید می‌کنند که ملانوسیت‌های بدن خودشان را تخریب می‌کند. تئوری دیگر این است که ملانوسیت‌ها خود به خود تخریب می‌شوند. در نهایت بعضی افراد گزارش کرده‌اند که یک رخداد منفرد از قبیل آفتاب سوختگی یا فشار روحی باعث بروز پیسی شده‌است ولی مورد اخیر از نظر علمی ثابت نشده‌است.

## درصد افراد مبتلا به پیسی
حدود ۱ درصد جمعیت دنیا به بیماری پیسی مبتلا هستند. ۹۵٪ افراد پیش از ۴۰ سالگی علائم را نشان داده‌اند. بیماری تمام نژادها و هر دو جنس را یکسان تحت تأثیر قرار می‌دهد. به‌نظر می‌رسد پیسی در افراد مبتلا به بیماری‌های اتوایمیون شایعتر است. این بیماری‌های اتوایمیون عبارت‌اند از: پرکاری غده تیروئید، نارسایی قشر غده فوق کلیه، آلوپسی آره آتا و آنمی پرنسیوز.
پیسی می‌تواند بیماری ارثی باشد یعنی در بین افراد فامیل بروز کند کودکانی که والدینشان مبتلا به این بیماری هستند بیشتر احتمال ابتلا به پیسی دارند. با این حال بیشتر کودکانی که یکی از والدینشان مبتلا به پیسی باشند به بیماری مبتلا نمی‌شوند و بیشتر افراد مبتلا به پیسی سابقه‌ای از این بیماری را در فامیل ندارند.

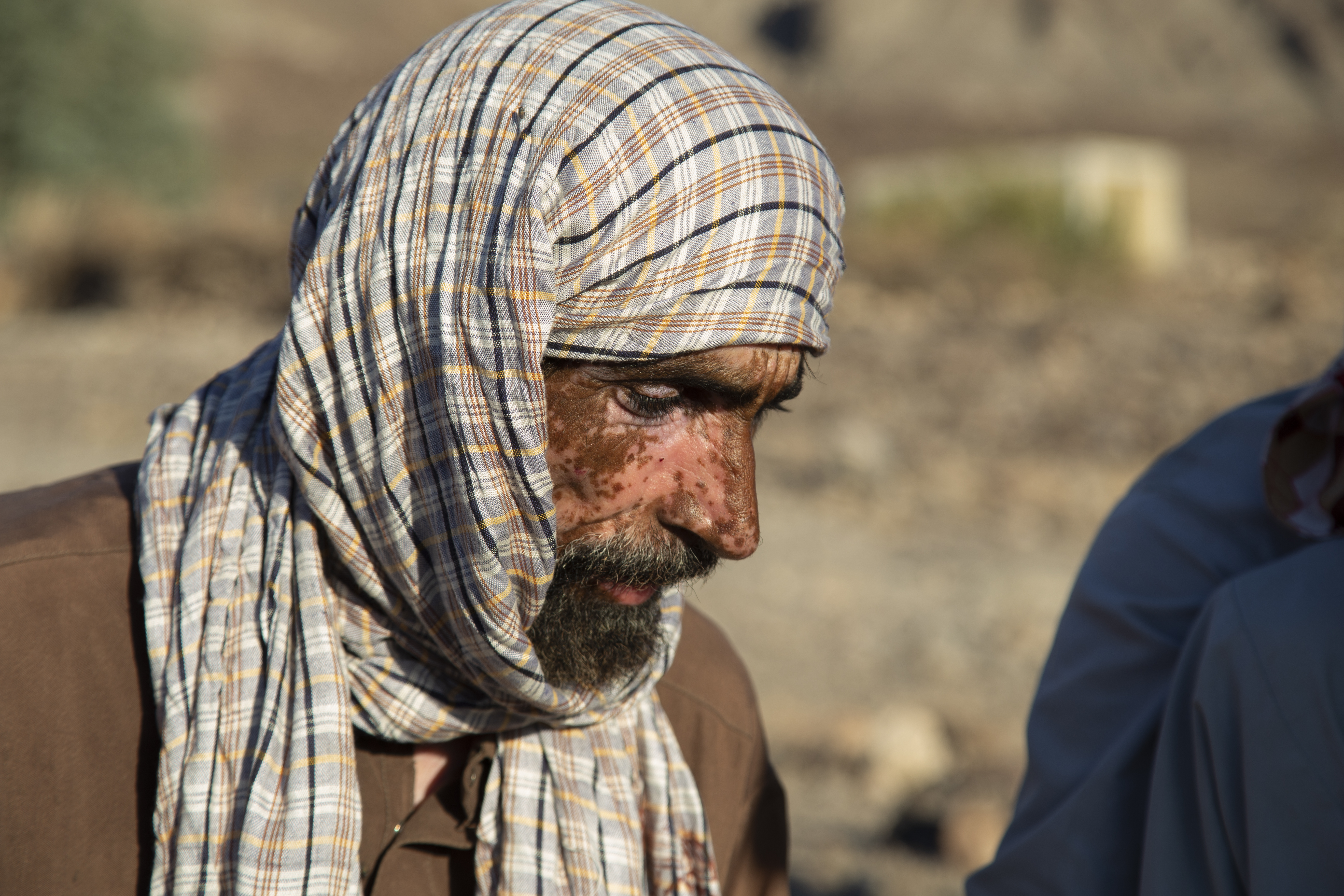
یک شخص مبتلا به پیسی در سیستان و بلوچستان ایران

## علائم بیماری پیسی
معمولاً افراد مبتلا به پیسی اول از همه به رنگدانه‌دار شدن (پیگمانتاسیون) به حالت لکه‌های سفید روی پوستشان توجه می‌کنند. این لکه‌ها بیشتر از همه در مناطق در معرض نور از قبیل دست‌ها پاها بازوها، صورت و لب‌ها شایع هستند. دیگر نقاط شایع لکه‌های سفید عبارت‌اند از زیر بغل و کشاله ران، اطراف دهان و چشم، پره‌های بینی، ناف و نواحی تناسلی.
پیسی معمولاً به یکی از سه الگوی زیر ظاهر می‌شود:
- در یک الگو (الگوی کانونی) ناحیه بدون رنگدانه به یک یا تعداد معدودی ناحیه محدود می‌شود. بعضی افراد نواحی بدون رنگدانه را در یک سمت بدن خود دارند (الگوی سگمنتال). اما در بیشتر افراد مبتلا به پیسی نواحی فاقد رنگدانه در قسمت‌های مختلف بدن به وجود می‌آید (الگوی ژنرالیزه). علاوه بر لکه‌های سفید روی پوست، ممکن است افراد مبتلا به برص سفید شدن زودرس موهای سر، ابروها و ریش را داشته باشند. افراد با پوست تیره ممکن است متوجه فقدان رنگ در ناحیه‌ای در داخل دهانشان بشوند.
- در برخی افراد لکه‌های بدون رنگ گسترش نمی‌یابد ولی این اختلال معمولاً پیشرونده‌است و به مرور زمان این لکه‌های سفید به دیگر نواحی بدن گسترش می‌یابند.
- در بعضی افراد پیسی به آهستگی طی چند سال گسترش می‌یابد و در برخی دیگر انتشار سریعاً رخ می‌دهد. برخی افراد گزارش کرده‌اند که به‌دنبال دوره‌هایی از استرس فیزیکی یا روحی، به تعداد لکه‌های بدون رنگدانه اضافه شده‌است.

## درمان
پژوهشگران ایرانی در پژوهشکده رویان با جداسازی سلول‌های ملانوسیت از نواحی سالم پوست و تفکیک آن‌ها در آزمایشگاه، آن‌ها را به محل‌های فاقد رنگدانه تزریق می‌کنند. پس از ۲–۳ هفته، رنگدانه‌سازی در پوست شروع می‌شود. این در حالی ست که در روش‌های خارجی برای درمان این بیماری، تزریق از طریق تاول ایجاد شده و ایجاد خراش روی نقاط فاقد رنگدانه و استفاده از اشعهٔ ماورای بنفش استفاده می‌شود که ممکن است منجر به سرطان شود. به گفتهٔ دکتر حمید گورایی این روش کاملاً بی‌خطر بوده و رد پیوند آن منتفی است.
حدود ۶۰۰ هزار نفر در ایران به این بیماری مبتلا هستند که ۲۰۰ هزار نفر از آنان به هیچ دارویی پاسخ مناسب نمی‌دهند. 
هدف اصلی در درمان‌های رایج ویتیلیگو، بهبود وضعیت ظاهری پوست است و روند درمان نیاز به زمان طولانی دارد که معمولاً ۶ تا ۱۸ ماه به طول می‌انجامد، انتخاب نوع درمان به تعداد، محل و گستردگی ضایعات بستگی دارد.
استروئید موضعی می‌تواند در برگرداندن رنگ پوست به لکه‌های سفید کمک کند، به خصوص اگر این درمان در مراحل اولیه بیماری شروع شود. درمان باید حداقل تا ۳ ماه ادامه یابد تا بهبود قابل ملاحظه ایجاد شود.
با وجود آن که استفاده از لیزر و نور درمانی (فتوتراپی) می‌تواند عوارضی را برای شخص به همراه داشته باشد (بخصوص بر روی پوست نواحی سالم)، در مواردی که بیماری شکل گسترده‌ای دارد، انتخاب دیگری برای درمان لکه‌های پوستی باقی نمی‌ماند.
یک روش دیگر در موارد مقاوم به درمان عبارت است از بی‌رنگ کردن باقی‌مانده پوست بدن تا با لکه‌های سفید همرنگ شود. این روش درمانی برای بیمارانی که حداقل ۵۰٪ پوست آن‌ها گرفتار است، توصیه می‌شود. به علاوه روش‌های دیگری هم به صورت موقت می‌توانند در این بیماران مؤثر باشند مانند استفاده از پوشاننده‌های پوست با مواد آرایشی یا خالکوبی کردن منطقه درگیر تا همرنگ پوست شود.

## روز جهانی ویتیلیگو
۲۵ ژوئن به عنوان روز جهانی ویتیلیگو نام‌گذاری شده‌است. انتخاب این روز به عنوان روز جهانی ویتیلیگو به خاطر ادای احترام به مایکل جکسون (مشهورترین انسانی که به این بیماری مبتلا بود) بود. مایکل جکسون، هنرمند آمریکایی در ۲۵ ژوئن ۲۰۰۹ درگذشت. این روز از سال ۲۰۱۱ به تقویم اضافه شده‌است.

## نگارخانه

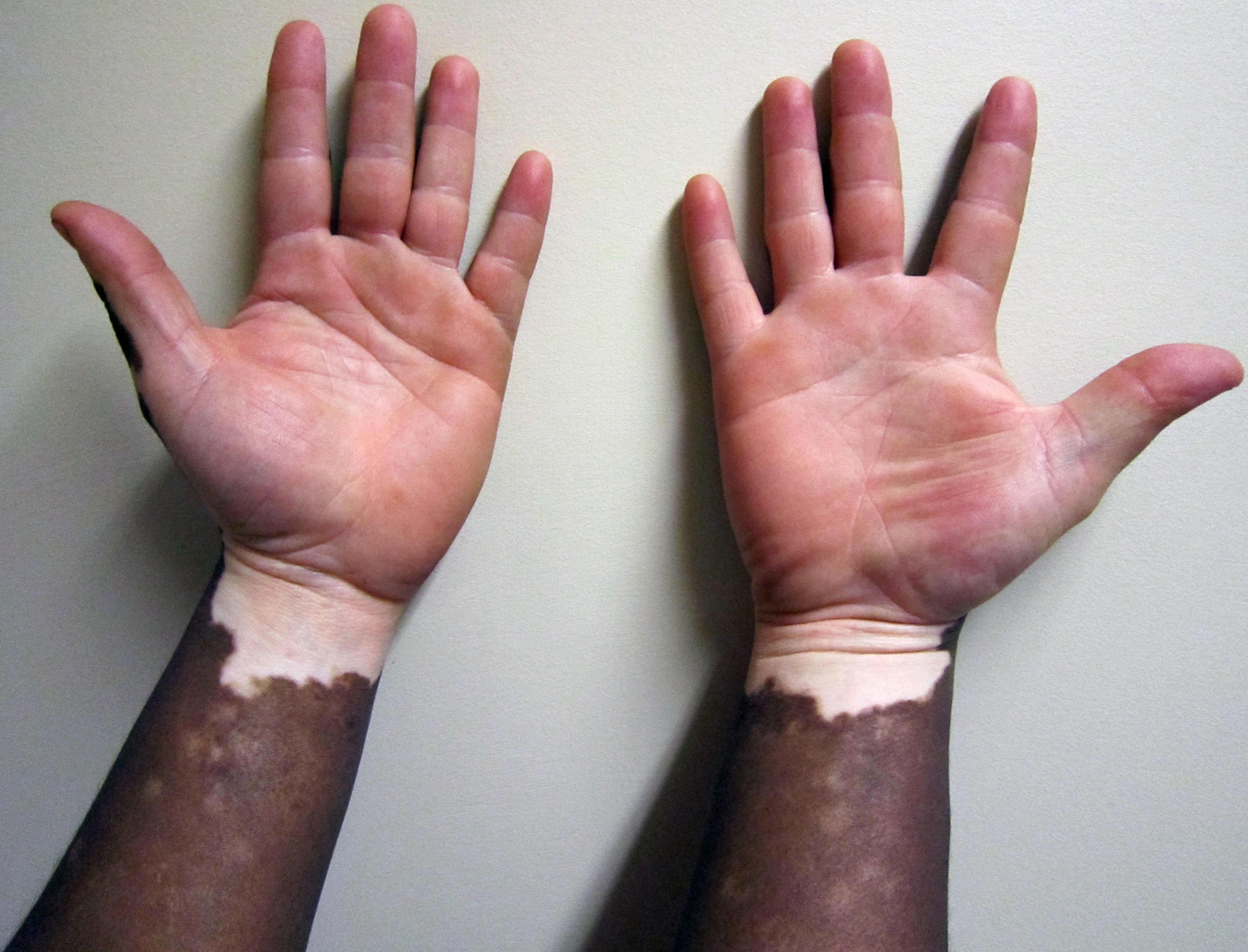
ویتیلیگو در پوست تیره تر
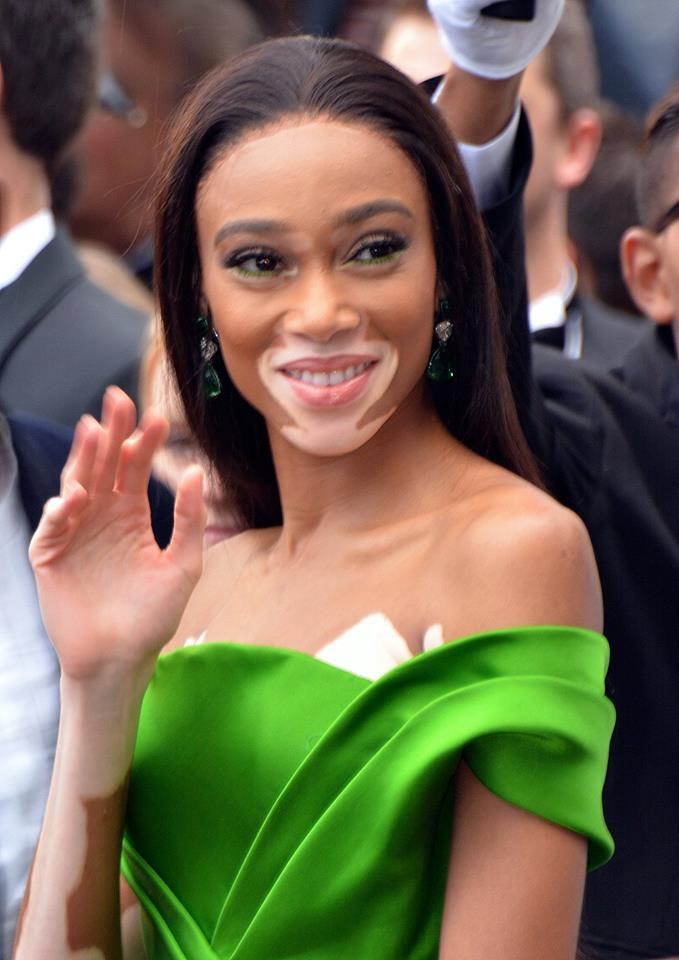
وینی هارلو مدل کانادایی و سخنگوی عمومی مبتلایان به پیسی